# Bernabé Sanchis Porta
Bernabé Sanchis Porta (Aldaia, 1906 – Valencia, 6 de enero de 1992) fue un músico, compositor y director de banda español, especialmente vinculado a la música festera valenciana. Es recordado por obras como el Himno a Sagunto o el pasodoble Pérez Barceló.

## Biografía
Nació en Aldaia en 1906. Su formación musical comenzó en el entorno familiar y prosiguió en la Sociedad Cultural El Micalet. Posteriormente cursó estudios en el Conservatorio de Valencia, donde fue alumno de Pilar Lapiedra (piano), Jacinto Manzanares (composición e instrumentación), así como de José Palau, José María Navarro y Pedro Sosa (armonía).
Entre 1926 y 1929 fue director de la banda de Benifaió. En 1929 asumió la dirección de la banda La Lira Saguntina, con la que participó en diversos certámenes. En 1930 compuso el Himno a Sagunto, que fue estrenado el 23 de noviembre por dicha banda. Este himno fue declarado oficial por el Ayuntamiento en 1975.
En 1944 ingresó en el Cuerpo de Directores Militares del Ejército de Tierra, siendo destinado al Regimiento de Infantería Tetuán núm. 14 de Castellón. Más adelante, dirigió la Banda de la Policía Armada en Madrid y posteriormente la Banda de la 1.ª División de Capitanía General, alcanzando el rango de comandante. Se retiró en 1966.
En 1971 retomó la dirección musical al frente de la Unión Musical de Benidorm, banda con la que impulsó notablemente el repertorio festero.
Falleció en Valencia el 6 de enero de 1992.

## Obras
- Pérez Barceló (pasodoble)
- Himno a Sagunto
- Conchita Rubio (pasodoble)
- Añón (pasodoble)

## Vínculos familiares
Era tío del compositor y director de banda Bernabé Sanchis Sanz (1943), quien también ha destacado en el ámbito de la música festera.